# Olympische Winterspiele 1952/Bob – Viererbob (Männer)
Der Viererbob der Männer bei den Olympischen Winterspielen 1952 in Oslo bestand aus vier Läufen, von denen zwei am 21. und zwei am 22. Februar 1952 ausgetragen wurden. Austragungsort war eine temporäre Naturbahn Korketrekkeren in Frognerseteren. Am Start waren 60 Teilnehmer aus 9 Ländern. Olympiasieger wurden die Deutschen Andreas Ostler, Friedrich Kuhn, Lorenz Nieberl und Franz Kemser mit einer Gesamtzeit von 5:07,84 Minuten. Die Silbermedaille holten Stanley Benham, Patrick Martin, Howard Crossett und James Atkinson aus den Vereinigten Staaten vor den Schweizern Fritz Feierabend, Albert Madörin, André Filippini und Stephan Waser, die die Bronzemedaille gewannen.

## Titelträger
| Olympiasieger | Francis Tyler Patrick Martin Edward Rimkus William D’Amico ( Vereinigte Staaten) | St. Moritz 1948  | 5:20,1 min  |
| Weltmeister   | Andreas Ostler Xavier Leitl Michael Pössinger Lorenz Nieberl ( BR Deutschland)   | Alpe d’Huez 1951 | 2:24,98 min |

## Ergebnisse
| Rang | Athleten                                                            | Nation             | Lauf 1     | Lauf 1 | Lauf 2     | Lauf 2 | Lauf 3     | Lauf 3 | Lauf 4     | Lauf 4 | Gesamt     |
| Rang | Athleten                                                            | Nation             | Zeit (min) | Rang   | Zeit (min) | Rang   | Zeit (min) | Rang   | Zeit (min) | Rang   | Zeit (min) |
| ---- | ------------------------------------------------------------------- | ------------------ | ---------- | ------ | ---------- | ------ | ---------- | ------ | ---------- | ------ | ---------- |
| 001  | Andreas Ostler Friedrich Kuhn Lorenz Nieberl Franz Kemser           | Deutschland        | 1:16,86    | 1      | 1:17,57    | 1      | 1:16,55    | 1      | 1:16,86    | 1      | 5:07,84    |
| 002  | Stanley Benham Patrick Martin Howard Crossett James Atkinson        | Vereinigte Staaten | 1:17,44    | 2      | 1:17,78    | 2      | 1:16,72    | 2      | 1:18,54    | 4      | 5:10,48    |
| 003  | Fritz Feierabend Albert Madörin André Filippini Stephan Waser       | Schweiz            | 1:18,67    | 4      | 1:18,08    | 3      | 1:17,40    | 4      | 1:17,55    | 2      | 5:11,70    |
| 004  | Felix Endrich Fritz Stöckli Franz Kapus Werner Spring               | Schweiz            | 1:17,75    | 3      | 1:19,45    | 5      | 1:17,88    | 5      | 1:18,90    | 6      | 5:13,98    |
| 005  | Karl Wagner Franz Eckhardt Hermann Palka Paul Aste                  | Österreich         | 1:19,34    | 9      | 1:18,91    | 4      | 1:18,27    | 6      | 1:18,22    | 3      | 5:14,74    |
| 006  | Kjell Holmström Felix Fernström Nils Landgren Jan Lapidoth          | Schweden           | 1:19,11    | 7      | 1:19,90    | 7      | 1:17,28    | 3      | 1:18,72    | 5      | 5:15,01    |
| 007  | Gunnar Åhs Börje Ekedahl Lennart Sandin Gunnar Garpö                | Schweden           | 1:18,84    | 5      | 1:19,93    | 9      | 1:18,66    | 7      | 1:20,43    | 9      | 5:17,86    |
| 008  | Héctor Tomasi Roberto Bordeu Carlos Tomasi Carlos Sareisian         | Argentinien        | 1:20,15    | 13     | 1:19,81    | 6      | 1:19,35    | 10     | 1:19,54    | 7      | 5:18,85    |
| 009  | James Bickford Hubert Miller Maurice Severino Joseph Scott          | Vereinigte Staaten | 1:19,13    | 8      | 1:19,97    | 11     | 1:19,49    | 11     | 1:21,09    | 11     | 5:19,68    |
| 010  | Dario Colombi Dario Poggi Sandro Rasini Alberto Della Beffa         | Italien            | 1:20,02    | 11     | 1:21,39    | 15     | 1:18,86    | 8      | 1:19,65    | 8      | 5:19,92    |
| 011  | André Robin Joseph Chatelus Louis Saint-Calbre Henri Rivière        | Frankreich         | 1:18,90    | 6      | 1:19,91    | 8      | 1:19,18    | 9      | 1:22,75    | 14     | 5:20,74    |
| 012  | Arne Holst Trygve Brudevold Curt James Haydn Kåre Christiansen      | Norwegen           | 1:20,05    | 12     | 1:19,93    | 9      | 1:19,98    | 12     | 1:21,40    | 12     | 5:21,36    |
| 013  | Reidar Alveberg Anders Hveem Arne Røgden Gunnar Thoresen            | Norwegen           | 1:21,53    | 15     | 1:21,18    | 13     | 1:20,77    | 14     | 1:20,99    | 10     | 5:24,47    |
| 014  | Uberto Gillarduzzi Michele Alverà Vittorio Folonari Luigi Cavalieri | Italien            | 1:21,23    | 14     | 1:21,35    | 14     | 1:21,64    | 15     | 1:21,76    | 13     | 5:25,98    |
| DNF  | Kurt Loserth Wilfried Thurner Franz Kneissl Heinz Hoppichler        | Österreich         | 1:19,51    | 10     | 1:20,25    | 12     | 1:20,44    | 13     | –          | DNS    | –          |